# Cantó de Seclin-Nord

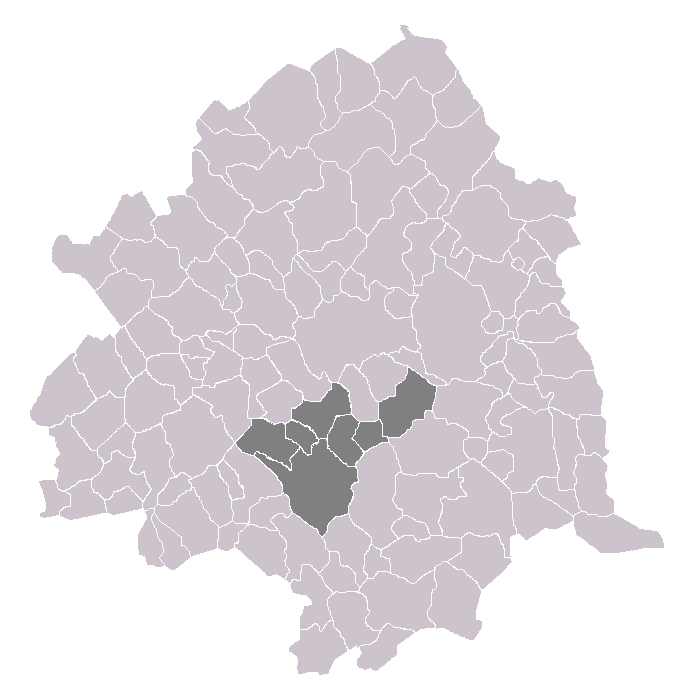
Cantó de Seclin-Nord

El cantó de Seclin-Nord és una divisió administrativa francesa, situada al departament del Nord i la regió dels Alts de França.

## Composició
El cantó de Seclin-Nord comprèn les comunes de:
- Houplin-Ancoisne
- Lesquin
- Noyelles-lès-Seclin
- Seclin
- Templemars
- Vendeville
- Wattignies

## Història
| Date d'elecció                        | Identitat      | Partit |
| ------------------------------------- | -------------- | ------ |
| 2001- 2008                            | Noël Dejonghe  | PS     |
| 2008-                                 | Dany Wattebled | MoDem  |
| Les dades anteriors no són conegudes. |                |        |
|                                       |                |        |

## Demografia
| 1962 | 1968 | 1975 | 1982 | 1990 | 1999   | 2006   |
| ---- | ---- | ---- | ---- | ---- | ------ | ------ |
| -    |      |      |      |      | 33.870 | 33.858 |